# IBook
iBook（アイブック）は、iMacの成功から約1年後の1999年10月に発売された、Apple（旧Apple Computer）の廉価版ノートパソコン。
iMacと同じデザインコンセプトを踏襲し、半透明で丸みを帯びた筐体、ポップなカラーと、それまでのノートパソコンのイメージを払拭するものだった。初心者向けの入門機種という位置付けながら、当時としては珍しい無線LANカードの内蔵スロットが装備されるなど、1999年時点で現代に通じるWi-Fi時代を見据えた革新的なハード設計となっていた。
インテルアーキテクチャへの移行に伴い、MacBookに継承されることとなる。2006年5月に、PowerBookと共に販売終了となった。

## iBook G3 クラムシェル

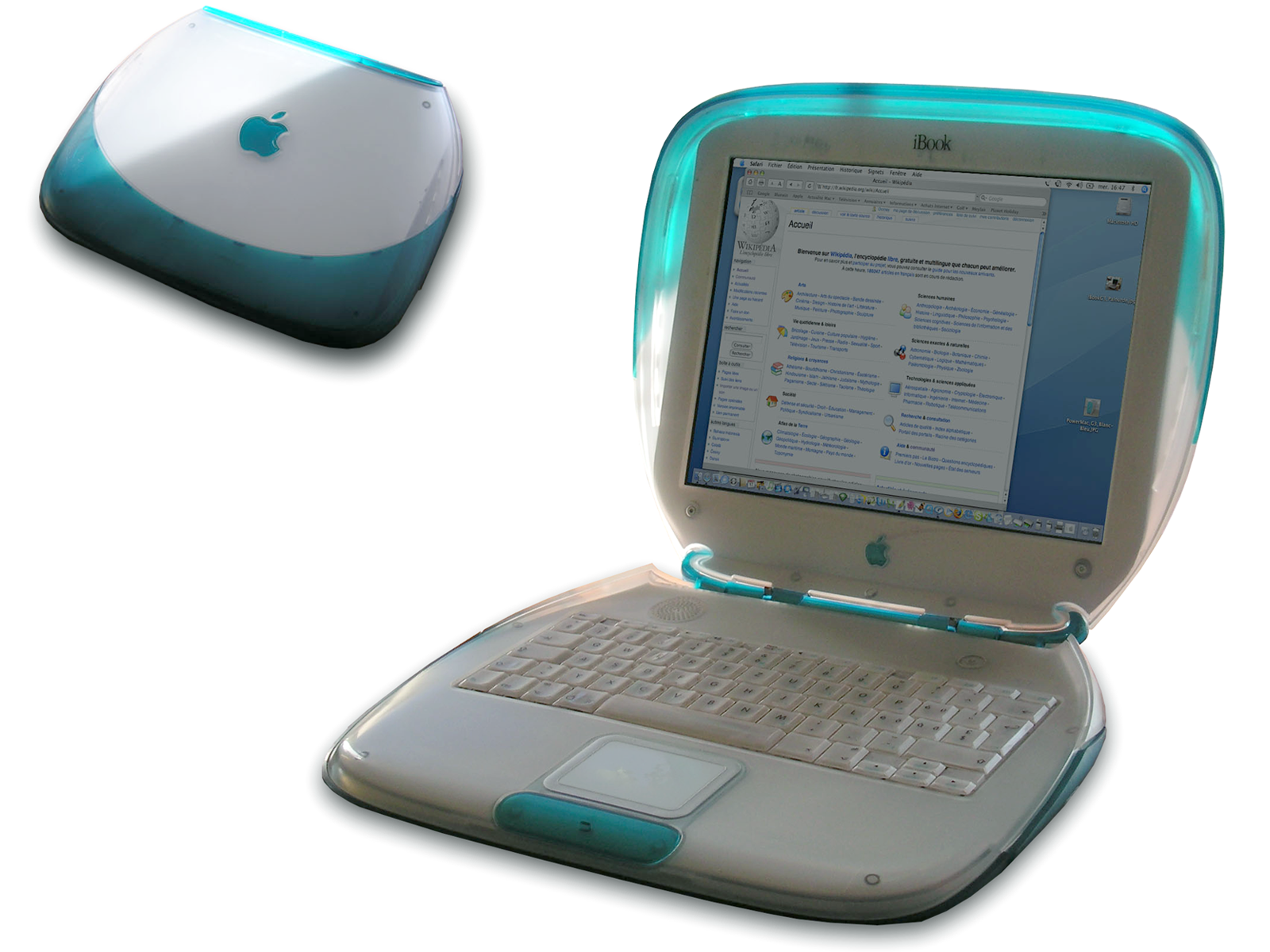
G3 クラムシェル

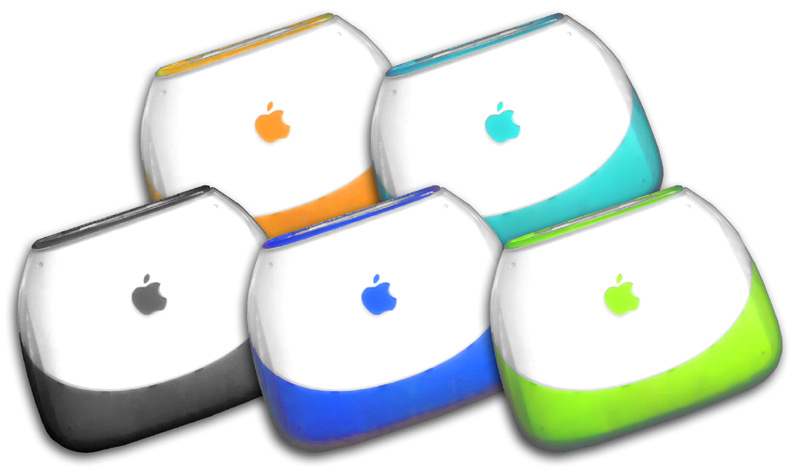
カラーバリエーション

iBookは1999年に「iMac to go」（「持ち運べるiMac」という意味）のコンセプトの下、「クラムシェル」と呼ばれる二枚貝に似せたボディデザインで誕生した。iBookはブルーベリーとタンジェリンの2色で、当時流行のiMacを彷彿させるものだった。その後、グラファイト、キーライム、インディゴブルーの3色を加えた。また、3 kgを越える為に実用的ではないが、デザイン上のアクセントとして細いハンドルが付けられている。
クラムシェルモデルはポリカーボネート製の筐体をラバー素材で覆った構造であり、低年齢ユーザーの乱暴な扱いにも耐えられる、頑丈なつくりであった。また、故障箇所となりやすい、液晶ディスプレイ上部から携帯時向けの固定ラッチを排除した。日本国内市場ではノートブックに携行性が求められるので、12インチ以下の液晶ディスプレイを搭載した製品は、バッテリー容量を犠牲にして重量を軽くした製品が多いが、iBookの場合、肉厚で頑丈なボディと公称6時間のバッテリー運用を確保するための大容量バッテリーを搭載したため、他社製品に比べ重量が重くなった。

## iBook (Dual USB)

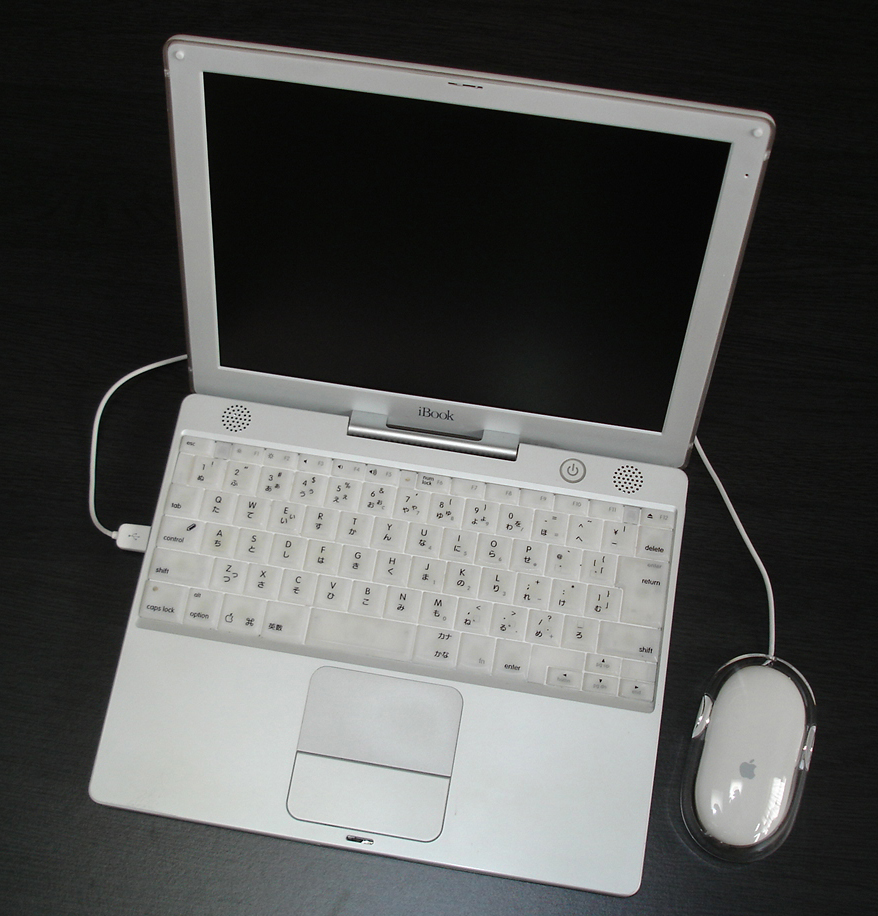
iBook (Dual USB)

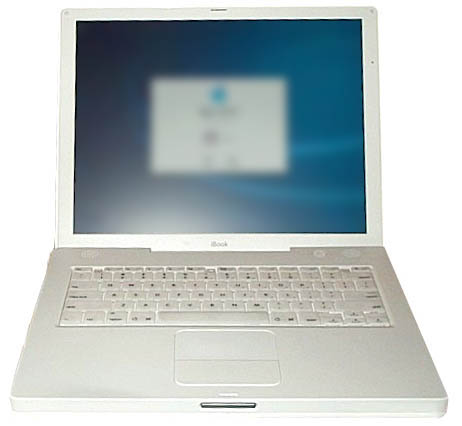
Early 2003モデル

2001年にiBookはデザインを角の取れた直方体へと一変し大幅な軽量化と、透明のポリカーボネートの内側を塗装したホワイトボディにフルモデルチェンジした。途中素材そのものを白いものに変え、最終型までのiBookのデザインに引き継がれる。
正式な名称は iBook のままである。モデルを区別する必要がある場合、「iBook」に続けて「Dual USB」「Late 2001」のような特徴あるいは登場時期を示す言葉が括弧つきで示される。
以下はPowerPC G3時代の最終モデルである iBook (Early 2003, Opaque White）の仕様である。

### スペック
12インチモデル
- CPU：800MHz/900MHz PowerPC 750FX
- メモリ：128MB SDRAM（最大640MB）
- ハードディスク：30GB Ultra ATA/100
- 光学ドライブ：スロットローディング式コンボドライブ（DVD-ROM/CD-RW両用）
- ディスプレイ：12.1インチ（対角）TFT XGA　1,024×768ピクセル
- GPU：ATI Mobility RADEON 7500 (32MB DDR, SDRAM)
- 入出力ポート：FireWire 400ポート×1基、USB 1.1ポート×2基、mini-VGA出力、S-Videoおよびコンポジットビデオ出力、ヘッドフォン出力ミニジャック
- ネットワーク：10/100BASE-T Ethernet、52K V.92モデム
- ワイヤレス接続：AirMac（オプション）
- バッテリー駆動：最長5時間
- サイズ：285×230×34.2mm
- 重量：2.2kg

14インチモデル
- アクティブマトリックスTFTディスプレイ（解像度1024×768）
- 800/900 MHz PowerPC 750FX
- ATI Mobility Radeon 7500 32 MB VRAM
- 30/40 GBハードディスク
- Mac OS X v10.2
- USB 1.1、FireWire、mini-VGA出力
- ネットワーク：10/100BASE-T Ethernet、52K V.92モデム
- AirMac（オプション）
- バッテリー駆動：最長6時間
- 重量：2.7kg

## iBook G4

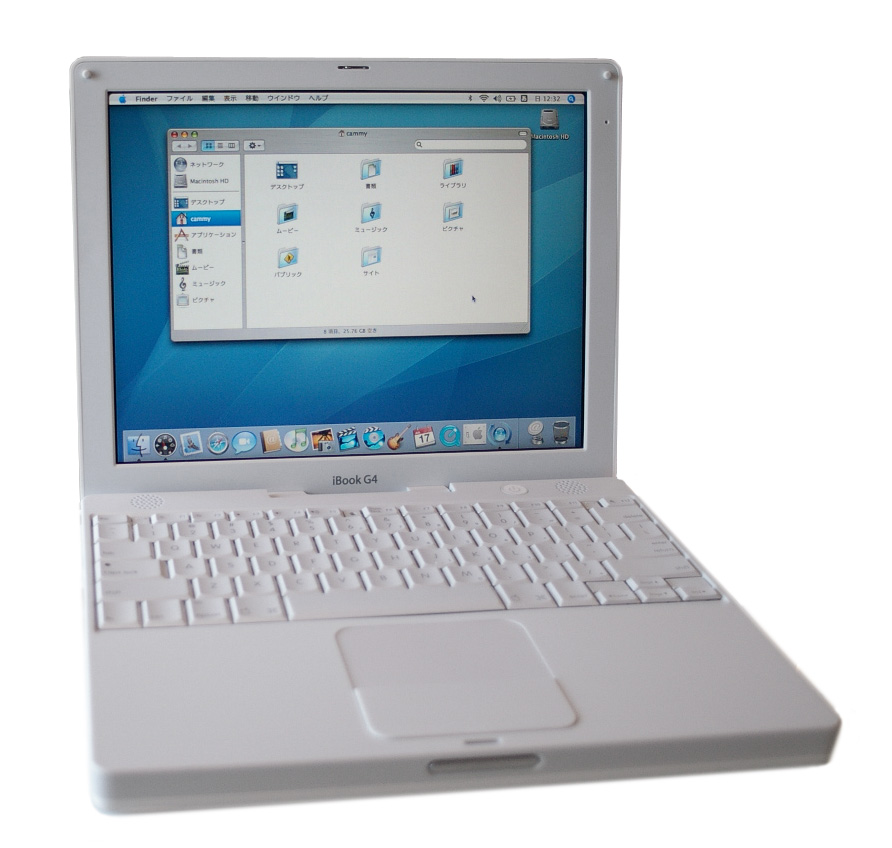
iBook G4

いずれも最終モデルのもの。

### スペック
12インチモデル
- CPU：1.33GHz PowerPC 7447A
- メモリ：512MB DDR SDRAM（最大1.5GB）
- ハードディスク：40GB Ultra ATA／100
- 光学ドライブ：スロットローディング式コンボドライブ（DVD-ROM/CD-RW両用）
- ディスプレイ：12.1インチ（対角）TFT XGA　1,024×768ピクセル
- GPU：ATI Mobility RADEON 9550(32MB DDR SDRAM)
- 入出力ポート：FireWire 400ポート×1基、USB 2.0ポート×2基、mini-VGA出力、S-Videoおよびコンポジットビデオ出力、ヘッドフォン出力ミニジャック
- ネットワーク：10/100BASE-T Ethernet、52K V.92モデム
- ワイヤレス接続：AirMac Extreme、Bluetooth 2.0+EDRを標準装備
- バッテリー駆動：最長6時間
- サイズ：285×230×34.2mm
- 重量：2.23kg

14インチモデル
- CPU：1.42GHz PowerPC 7447A
- メモリ：512MB DDR SDRAM（最大1.5GB）
- ハードディスク：60GB Ultra ATA／100
- 光学ドライブ：スロットローディング式SuperDrive（DVD±RW/CD-RW両用）
- ディスプレイ：14.1インチ（対角）TFT XGA　1,024×768ピクセル
- GPU：ATI Mobility Radeon 9550(32MB DDR SDRAM)
- 入出力ポート：FireWire 400ポート×1基、USB 2.0ポート×2基、mini-VGA出力、S-Videoおよびコンポジットビデオ出力、ヘッドフォン出力ミニジャック
- ネットワーク：10/100BASE-T Ethernet、52K V.92モデム
- ワイヤレス接続：AirMac Extreme、Bluetooth 2.0+EDRを標準装備
- バッテリー駆動：最長6時間
- サイズ：323×259×34.2mm
- 重量：2.7kg

## 歴史
- 1999年7月20日、CPUにPowerPC G3 300MHzを搭載した、クラムシェル（帆立貝に似た形）の初代iBook（ブルーベリー、タンジェリン）発表。
- 2000年
  - 2月16日、グラファイトカラーのiBook Special Edition (FireWire)発表。
  - 11月1日、キーライムのiBook (FireWire) 店頭販売開始。
- 2001年
  - 5月2日、iBook (Dual USB) 発表。トランスルーセントの白一色で小さくなった、CPUは500MHz(PowerPC 750CX)、グラフィックは8MB VRAMのRage Mobility 128、Mac OS Xを標準搭載。
  - 10月16日、iBook (Late 2001)発表。CPUが最高600MHzにマイナーチェンジ。
- 2002年
  - 1月8日、iBook 14"発表。ディスプレイが14インチになった以外の基本スペックはiBook (Late 2001)に準ずる。
  - 5月21日、iBook (16 VRAM) 発表。CPUが最高700MHzに、GPUがMobility Radeon(16MB)にマイナーチェンジ。
  - 11月7日、iBook (32 VRAM) 発表。CPUが最高800MHzに、GPUがMobility Radeon 7500にマイナーチェンジ。700MHzの最下位機種はVRAMが16MBのままであり、不透明で真っ白な筐体のでiBook (Opaque 16 VRAM)。
- 2003年
  - 4月22日、iBook (Opaque White) 発表。CPUが最高900MHz(PowerPC 750FX)に、全機種の筐体が不透明で真っ白なものにマイナーチェンジ、最後のMac OS 9.2.2稼動機種。
  - 10月22日、iBook G4発表。CPUに最高1GHzのPowerPC G4 (L2キャッシュ256KBのPowerPC 7445)、GPUにMobility Radeon 9200(32MB)、オンボードRAM 128MBを搭載。
- 2004年
  - 4月20日、iBook G4 (Early 2004) 発表。CPUが最高1.2GHz、オンボードRAM 256MBにマイナーチェンジ。
  - 10月19日、iBook G4 (Late 2004) 発表。CPUが最高1.33GHz、全機種AirMac Extreme内蔵にマイナーチェンジ。
- 2005年
  - 春、為替レートに合わせた価格の改訂で値下げ。
  - 7月22日、スクロールトラックパッドと緊急モーションセンサーを搭載し、CPUが最高1.42GHz(L2キャッシュ512KBのPowerPC 7447)、GPUがMobility Radeon 9550、オンボードRAMが512MBへと比較的大きなマイナーチェンジ。
- 2006年5月16日、後継機種MacBook発売により、在庫限りで販売終了となる。

## スペック一覧

### iBook (G3 クラムシェル)
| 構成            | PowerPC G3                                                       | PowerPC G3                                                       | PowerPC G3                                                       | PowerPC G3                                                       |
| モデル          | [初代]                                                           | SE(special edition)                                              | FireWire                                                         | FireWire SE                                                      |
| --------------- | ---------------------------------------------------------------- | ---------------------------------------------------------------- | ---------------------------------------------------------------- | ---------------------------------------------------------------- |
| 発売日          | 1999年7月21日                                                    | 2000年1月8日                                                     | 2000年9月13日                                                    | 2000年9月13日                                                    |
| 機種ID          | PowerBook2,1                                                     | PowerBook2,1                                                     | PowerBook2,2                                                     | PowerBook2,2                                                     |
| ディスプレイ    | 12.1インチ液晶スクリーン,800×600ピクセル(SVGA, アスペクト比 4:3) | 12.1インチ液晶スクリーン,800×600ピクセル(SVGA, アスペクト比 4:3) | 12.1インチ液晶スクリーン,800×600ピクセル(SVGA, アスペクト比 4:3) | 12.1インチ液晶スクリーン,800×600ピクセル(SVGA, アスペクト比 4:3) |
| システムバス    | 66MHz                                                            | 66MHz                                                            | 66MHz                                                            | 66MHz                                                            |
| プロセッサ      | PowerPC 750                                                      | PowerPC 750                                                      | PowerPC 750cx                                                    | PowerPC 750cxe                                                   |
| プロセッサ      | 300MHz                                                           | 366MHz                                                           | 366MHz                                                           | 466MHz                                                           |
| メモリ          | PC66 SDRAM                                                       | PC66 SDRAM                                                       | PC66 SO-DIMM                                                     | PC66 SO-DIMM                                                     |
| メモリ          | 32/64MB                                                          | 64MB                                                             | 64MB                                                             | 64MB                                                             |
| メモリ          | 最大544/576MB                                                    | 最大576MB                                                        | 最大576MB                                                        | 最大576MB                                                        |
| GPU             | ATI Rage Mobility(AGP 2X)                                        | ATI Rage Mobility(AGP 2X)                                        | ATI Rage Mobility(AGP 2X)                                        | ATI Rage Mobility(AGP 2X)                                        |
| VRAM            | 4MB                                                              | 4MB                                                              | 8MB                                                              | 8MB                                                              |
| ハードディスク  | 3.2/6GB                                                          | 6GB                                                              | 10GB                                                             | 10GB                                                             |
| 有線通信        | 56k v.90 、10/100Base-T                                          | 56k v.90 、10/100Base-T                                          | 56k v.90 、10/100Base-T                                          | 56k v.90 、10/100Base-T                                          |
| AirMac          | 802.11b (オプション)                                             | 802.11b (オプション)                                             | 802.11b (オプション)                                             | 802.11b (オプション)                                             |
| 光学ドライブ    | CD-ROM 24倍速読込                                                | CD-ROM 24倍速読込                                                | CD-ROM 24倍速読込                                                | DVD-ROM 8倍速読込                                                |
| 付属 OS         | 8.6                                                              | 9.0.2                                                            | 9.0.4                                                            | 9.0.4                                                            |
| 最終サポート OS | 10.3.9 or 9.2.2                                                  | 10.4.11 or 9.2.2                                                 | 10.4.11 or 9.2.2                                                 | 10.4.11 or 9.2.2                                                 |
| バッテリー      | 着脱式リチウムポリマー                                           | 着脱式リチウムポリマー                                           | 着脱式リチウムポリマー                                           | 着脱式リチウムポリマー                                           |
| バッテリー      | 45 Wh                                                            | 45 Wh                                                            | 50 Wh                                                            | 50 Wh                                                            |
| 質量            | 3.04 kg                                                          | 3.04 kg                                                          | 3.04 kg                                                          | 3.04 kg                                                          |
| 寸法            | 4.6×34.3×29.5 cm                                                 | 4.6×34.3×29.5 cm                                                 | 4.6×34.3×29.5 cm                                                 | 4.6×34.3×29.5 cm                                                 |
| 筐体            | 透明ラバーコーティング半透明ポリカーボネート                     | 透明ラバーコーティング半透明ポリカーボネート                     | 透明ラバーコーティング半透明ポリカーボネート                     | 透明ラバーコーティング半透明ポリカーボネート                     |
| カラー          | ブルーベリー白 バイカラー タンジェリン白 バイカラー              | グラファイト白バイカラー                                         | インディゴ白 バイカラー キーライム白 バイカラー                  | グラファイト白 バイカラー キーライム白 バイカラー                |

### iBook (G3 Dual USB)
| 構成            | PowerPC G3                                                          | PowerPC G3                                              | PowerPC G3                                              | PowerPC G3                                                      | PowerPC G3                                                      | PowerPC G3                                                      |
| モデル          | [初代]                                                              | Late 2001                                               | Early 2002 （14インチ）                                 | Mid 2002 （16VRAM）                                             | Late 2002 （32VRAM）                                            | Early 2003                                                      |
| --------------- | ------------------------------------------------------------------- | ------------------------------------------------------- | ------------------------------------------------------- | --------------------------------------------------------------- | --------------------------------------------------------------- | --------------------------------------------------------------- |
| 発売日          | 2001年5月1日                                                        | 2001年10月16日                                          | 2002年1月7日                                            | 2002年5月20日                                                   | 2002年11月6日                                                   | 2003年4月22日                                                   |
| 機種ID          | PowerBook4,1                                                        | PowerBook4,1                                            | PowerBook4,2                                            | PowerBook4,3                                                    | PowerBook4,3                                                    | PowerBook4,3                                                    |
| ディスプレイ    | 12.1インチ液晶スクリーン                                            | 12.1インチ液晶スクリーン                                | 14.1インチ液晶スクリーン                                | 12.1/14.1インチ液晶スクリーン                                   | 12.1/14.1インチ液晶スクリーン                                   | 12.1/14.1インチ液晶スクリーン                                   |
| ディスプレイ    | 1024×768ピクセル (XGA, アスペクト比 4:3)                            |                                                         |                                                         |                                                                 |                                                                 |                                                                 |
| システムバス    | 66MHz                                                               | 66MHz(500MHz)/100MHz(600MHz)                            | 100MHz                                                  | 100MHz                                                          | 100MHz                                                          | 100MHz                                                          |
| プロセッサ      | PowerPC 750cxe                                                      | PowerPC 750cxe/745/755                                  | PowerPC 745/755                                         | PowerPC 750fx                                                   | PowerPC 750fx                                                   | PowerPC 750fx                                                   |
| プロセッサ      | 500MHz                                                              | 500/600MHz                                              | 600MHz                                                  | 600MHz                                                          | 700MHz                                                          | 800MHz                                                          |
| メモリ          | PC100 SDRAM                                                         | PC100 SDRAM                                             | PC100 SDRAM                                             | PC100 SDRAM                                                     | PC100 SDRAM                                                     | PC100 SDRAM                                                     |
| メモリ          | 64/128MB                                                            | 128MB(12インチ)/256MB(14インチ)                         | 128MB(12インチ)/256MB(14インチ)                         | 128MB(12インチ)/256MB(14インチ)                                 | 128MB(12インチ)/256MB(14インチ)                                 | 128MB(12インチ)/256MB(14インチ)                                 |
| メモリ          | 最大576/640MB                                                       | 最大640MB                                               | 最大640MB                                               | 最大640MB                                                       | 最大640MB                                                       | 最大640MB                                                       |
| GPU             | ATI Rage Mobility 128(AGP 2X)                                       | ATI Rage Mobility 128(AGP 2X)                           | ATI Rage Mobility 128(AGP 2X)                           | ATI Mobility Radeon(AGP 2X)                                     | ATI Mobility Radeon 7500(AGP 2X)                                | ATI Mobility Radeon 7500(AGP 2X)                                |
| VRAM            | 8MB                                                                 | 8MB                                                     | 8MB                                                     | 16MB                                                            | 16/32MB                                                         | 32MB                                                            |
| ハードディスク  | 10GB                                                                | 15/20GB                                                 | 20GB                                                    | 20GB(12インチ/30GB(14インチ)                                    | 20GB(12インチ/30GB(14インチ)                                    | 30/40GB                                                         |
| 有線通信        | 56k v.90 、10/100Base-T                                             | 56k v.90 、10/100Base-T                                 | 56k v.90 、10/100Base-T                                 | 56k v.90 、10/100Base-T                                         | 56k v.90 、10/100Base-T                                         | 56k v.90 、10/100Base-T                                         |
| AirMac          | 802.11b (オプション)                                                | 802.11b (オプション)                                    | 802.11b (オプション)                                    | 802.11b (オプション)                                            | 802.11b (オプション)                                            | 802.11b (オプション)                                            |
| 光学ドライブ    | CD-ROM 24倍速読込/ CD-RW or DVD-ROM 8倍速読込/ CD-RW コンボドライブ | CD-ROM 24倍速読込/DVD-ROM 8倍速読込                     | DVD-ROM 8倍速読込/CD-RW コンボドライブ                  | CD-ROM 24倍速読込/ CD-RW/ DVD-ROM8倍速読込/CD-RW コンボドライブ | CD-ROM 24倍速読込/ CD-RW/ DVD-ROM8倍速読込/CD-RW コンボドライブ | CD-ROM 24倍速読込/ CD-RW/ DVD-ROM8倍速読込/CD-RW コンボドライブ |
| 付属 OS         | 9.1                                                                 | 9.2.1/10.1                                              | 9.2.1/10.1.2                                            | 9.2.2/10.1.4                                                    | 9.2.2/10.2.1                                                    | 9.2.2/10.2.4                                                    |
| 最終サポート OS | 10.4.11                                                             | 10.4.11                                                 | 10.4.11                                                 | 10.4.11                                                         | 10.4.11                                                         | 10.4.11                                                         |
| バッテリー      | 着脱式リチウムポリマー                                              | 着脱式リチウムポリマー                                  | 着脱式リチウムポリマー                                  | 着脱式リチウムポリマー                                          | 着脱式リチウムポリマー                                          | 着脱式リチウムポリマー                                          |
| バッテリー      | 42 Wh                                                               | 42 Wh                                                   | 56 Wh                                                   | 47 Wh(12インチ / 55 Wh(14インチ)                                | 47 Wh(12インチ / 55 Wh(14インチ)                                | 47 Wh(12インチ / 55 Wh(14インチ)                                |
| 質量            | 2.2 kg(12インチ）、2.7 kg(14インチ）                                | 2.2 kg(12インチ）、2.7 kg(14インチ）                    | 2.2 kg(12インチ）、2.7 kg(14インチ）                    | 2.2 kg(12インチ）、2.7 kg(14インチ）                            | 2.2 kg(12インチ）、2.7 kg(14インチ）                            | 2.2 kg(12インチ）、2.7 kg(14インチ）                            |
| 寸法            | 3.4×28.5×22.9 cm(12インチ) / 3.4×32.7×25.9 cm(14インチ)             | 3.4×28.5×22.9 cm(12インチ) / 3.4×32.7×25.9 cm(14インチ) | 3.4×28.5×22.9 cm(12インチ) / 3.4×32.7×25.9 cm(14インチ) | 3.4×28.5×22.9 cm(12インチ) / 3.4×32.7×25.9 cm(14インチ)         | 3.4×28.5×22.9 cm(12インチ) / 3.4×32.7×25.9 cm(14インチ)         | 3.4×28.5×22.9 cm(12インチ) / 3.4×32.7×25.9 cm(14インチ)         |
| 筐体            | 半透明ポリカーボネート                                              | 半透明ポリカーボネート                                  | 半透明ポリカーボネート                                  | 半透明ポリカーボネート                                          | 白(12インチ)半透明(14インチ）ポリカーボネート                   | 白色ポリカーボネート                                            |
| カラー          | 白                                                                  | 白                                                      | 白                                                      | 白                                                              | 白                                                              | 白                                                              |

### iBook G4
| 構成            | 構成            | PowerPC G4                                                            | PowerPC G4                                                            | PowerPC G4                                                                 | PowerPC G4                                                                 |
| モデル          | モデル          | [初代]                                                                | Early 2004                                                            | Late 2004                                                                  | Mid 2005                                                                   |
| --------------- | --------------- | --------------------------------------------------------------------- | --------------------------------------------------------------------- | -------------------------------------------------------------------------- | -------------------------------------------------------------------------- |
| 発売日          | 発売日          | 2003年10月22日                                                        | 2004年4月19日                                                         | 2004年10月19日                                                             | 2005年7月26日                                                              |
| 機種ID          | 機種ID          | PowerBook6,3                                                          | PowerBook6,5                                                          | PowerBook6,5                                                               | PowerBook6,7                                                               |
| ディスプレイ    | ディスプレイ    | 12.1/14.1インチ液晶スクリーン1024×768ピクセル (XGA, アスペクト比 4:3) | 12.1/14.1インチ液晶スクリーン1024×768ピクセル (XGA, アスペクト比 4:3) | 12.1/14.1インチ液晶スクリーン1024×768ピクセル (XGA, アスペクト比 4:3)      | 12.1/14.1インチ液晶スクリーン1024×768ピクセル (XGA, アスペクト比 4:3)      |
| システムバス    | システムバス    | 133MHz                                                                | 133MHz                                                                | 133MHz                                                                     | 133MHz(12インチ)、142MHz(14インチ)                                         |
| プロセッサ      | プロセッサ      | PowerPC 7457                                                          | PowerPC 7447a                                                         | PowerPC 7447a                                                              | PowerPC 7447a                                                              |
| プロセッサ      | プロセッサ      | 800MHz(12インチ)900/1.0GHz(14インチ)                                  | 1.07GHz(12インチ)1.07/1.2GHz(14インチ)                                | 1.2GHz(12インチ)1.33GHz(14インチ)                                          | 1.33GHz(12インチ)1.42GHz(14インチ)                                         |
| メモリ          | メモリ          | 256MB PC2100 SDRAM                                                    | 256MB PC2100 SDRAM                                                    | 256MB PC2100 SDRAM                                                         | 512MB PC2700 SDRAM                                                         |
| メモリ          | メモリ          | 最大1152MB                                                            | 最大1250MB                                                            | 最大1250MB                                                                 | 最大1500MB                                                                 |
| GPU             | GPU             | ATI Mobility Radeon 9200 (AGP 4X)                                     | ATI Mobility Radeon 9200 (AGP 4X)                                     | ATI Mobility Radeon 9200 (AGP 4X)                                          | ATI Mobility Radeon 9550 (AGP 4X)                                          |
| VRAM            | VRAM            | 32MB                                                                  | 32MB                                                                  | 32MB                                                                       | 32MB                                                                       |
| ハードディスク  | 12インチ        | 30GB                                                                  | 30GB                                                                  | 30GB                                                                       | 40/60GB                                                                    |
| ハードディスク  | 14インチ        | 40GB                                                                  | 40GB                                                                  | 60/80GB                                                                    | 60/80GB                                                                    |
| 有線通信        | 有線通信        | 56k v.92 、10/100Base-T                                               | 56k v.92 、10/100Base-T                                               | 56k v.92 、10/100Base-T                                                    | 56k v.92 、10/100Base-T                                                    |
| AirMac Extreme  | AirMac Extreme  | 802.11b/g                                                             | 802.11b/g                                                             | 802.11b/g                                                                  | 802.11b/g                                                                  |
| 光学ドライブ    | 光学ドライブ    | DVD-ROM 8倍速読込/CD-RW コンボドライブ                                | DVD-ROM 8倍速読込/CD-RW コンボドライブ                                | DVD-ROM 8倍速読込/CD-RW コンボドライブorDVD-R 4倍速/CD-RW スーパードライブ | DVD-ROM 8倍速読込/CD-RW コンボドライブorDVD-R 4倍速/CD-RW スーパードライブ |
| 付属 OS         | 付属 OS         | 10.3                                                                  | 10.3.3                                                                | 10.3.5                                                                     | 10.4.2                                                                     |
| 最終サポート OS | 最終サポート OS | 10.5.8                                                                | 10.5.8                                                                | 10.5.8                                                                     | 10.5.8                                                                     |
| バッテリー      | バッテリー      | 着脱式リチウムポリマー50 Wh(12インチ) / 61 Wh(14インチ)               | 着脱式リチウムポリマー50 Wh(12インチ) / 61 Wh(14インチ)               | 着脱式リチウムポリマー50 Wh(12インチ) / 61 Wh(14インチ)                    | 着脱式リチウムポリマー50 Wh(12インチ) / 61 Wh(14インチ)                    |
| 質量            | 質量            | 2.2 kg(12インチ) / 2.7 kg(14インチ)                                   | 2.2 kg(12インチ) / 2.7 kg(14インチ)                                   | 2.2 kg(12インチ) / 2.7 kg(14インチ)                                        | 2.2 kg(12インチ) / 2.7 kg(14インチ)                                        |
| 寸法            | 寸法            | 3.4×28.5×22.9 cm(12インチ) / 3.4×32.7×25.9 cm(14インチ)               | 3.4×28.5×22.9 cm(12インチ) / 3.4×32.7×25.9 cm(14インチ)               | 3.4×28.5×22.9 cm(12インチ) / 3.4×32.7×25.9 cm(14インチ)                    | 3.4×28.5×22.9 cm(12インチ) / 3.4×32.7×25.9 cm(14インチ)                    |
| 筐体            | 筐体            | 白色ポリカーボネート                                                  | 白色ポリカーボネート                                                  | 白色ポリカーボネート                                                       | 白色ポリカーボネート                                                       |

## 自主回収・無償交換
2005年と2006年に、PowerBook G4シリーズとiBook G4シリーズの一部で、LG Chem製と、ソニー製のリチウムイオンバッテリーに不具合が見つかり、Appleはそれらのバッテリーを自主回収・無償交換している。このうちソニー製バッテリーは、素材に紛れ込んだ細かな金属粉が、稀にセルをショートさせることで、動作不良、異常過熱、発火などの危険性があるとされており、数件であるが実際に発火事故が起きている。Appleとソニーはこの件で損害賠償を求める訴訟を起こされている。
- バッテリー交換プログラム - iBook G4 および PowerBook G4 （ソニー製）
- iBook G4およびPowerBook G4バッテリー交換プログラム （LG Chem製）

| 機種名   | 機種名       | バッテリーのモデル | 該当シリアルナンバー（上5桁）                                                       |
| -------- | ------------ | ------------------ | ----------------------------------------------------------------------------------- |
| 12インチ | iBook G4     | A1061              | ZZ338 - ZZ427 3K429 - 3K611 6C519 - 6C552（最後がS9WA、S9WC、S9WDのいずれか）       |
| 12インチ | PowerBook G4 | A1079              | ZZ411 - ZZ427 3K428 - 3K611                                                         |
| 15インチ | PowerBook G4 | A1078 A1148        | 3K425 - 3K601 6N530 - 6N551（最後がTHTA、THTB、THTCのいずれか） 6N601（最後がTHTC） |

| 機種名   | 機種名       | バッテリーのモデル | 該当シリアルナンバー（上5桁） |
| -------- | ------------ | ------------------ | ----------------------------- |
| 12インチ | iBook G4     | A1061              | HQ441 - HQ507                 |
| 12インチ | PowerBook G4 | A1079              | 3X446 - 3X510                 |
| 15インチ | PowerBook G4 | A1078              | 3X446 - 3X509                 |

iBookロジックボードリペアエクステンションプログラム
2004年1月28日（12月17日に追加情報）にAppleにより発表された。2001年5月から2003年10月までの期間に製造されたiBookの対象機種で下記の不具合
- 映像が乱れていたり、歪んでいる
- 画面上に予期せぬラインが表示される
- ビデオイメージが途切れる
- 映像がフリーズする
- コンピュータが起動しても画面に何も映らない

が起きた場合のリペアエクステンションプログラム。対象シリアル番号は「UV117XXXXXX 〜 UV342XXXXXX」である。
2007年現在このプログラムは終了済み。

## 参考書籍
- 『iBook Style』 ISBN 4-7973-1028-6
- 『iBook G4入門・活用ガイド〈2005〉Mac OS X v10.4“Tiger”対応版』 ISBN 978-4839918484